# 艾倫湖蘭丁 (亞利桑那州)
艾倫湖蘭丁（英語：Allen Lake Landing）是位於美國亞利桑那州可可尼諾縣的一個非建制地區。該地的面積和人口皆未知。

## 地理
艾倫湖蘭丁的座標為34°49′31″N 111°26′12″W / 34.82528°N 111.43667°W，而該地的平均海拔高度為2275米（即7464英尺）。